# 2005년 1월
| 2005년: 1월 · 2월 · 3월 · 4월 · 5월 · 6월 · 7월 · 8월 · 9월 · 10월 · 11월 · 12월 |

| <          | 2005년 1월   | 2005년 1월 | 2005년 1월 | 2005년 1월 | 2005년 1월 | >            |
| 일         | 월           | 화         | 수         | 목         | 금         | 토           |
|            |              |            |            |            |            | 1 11.21 을유 |
| 2 22 병술  | 3 23 정해    | 4 24 무자  | 5 25 기축  | 6 26 경인  | 7 27 신묘  | 8 28 임진    |
| 9 29 계사  | 10 12.1 갑오 | 11 2 을미  | 12 3 병신  | 13 4 정유  | 14 5 무술  | 15 6 기해    |
| 16 7 경자  | 17 8 신축    | 18 9 임인  | 19 10 계묘 | 20 11 갑진 | 21 12 을사 | 22 13 병오   |
| 23 14 정미 | 24 15 무신   | 25 16 기유 | 26 17 경술 | 27 18 신해 | 28 19 임자 | 29 20 계축   |
| 30 21 갑인 | 31 22 을묘   |            |            |            |            |              |

| - 1월 7일 - 대한민국의 가수 길은정 편집하기 |

## 2005년1월 30일
- 이라크에서 52년 만에 자유민주 총선거가 치러졌다.

## 2005년1월 27일
- 카타르 8개국 청소년축구대회에서 대한민국이 일본을 3:0으로 꺾고 우승컵을 가져왔다.

## 2005년1월 22일
- 바티칸 시국의 스위스 근위대가 창설 500주년을 맞이하였다.

## 2005년1월 20일
- 대한민국의 수도권 전철이 병점역에서 천안역간 47.9km가 추가로 개통되다.

## 2005년1월 19일
- 1월 19일 서울시는 서울의 새 중국어 표기로 首尔(서우얼; 번체 首爾)을 확정하기로 했다.

## 2005년1월 17일
- 자유청년동지회가 조선민주주의인민공화국 회령시에서 반김정일 성명을 발표했다.
- 대한민국 정부는 1965년 체결된 한일협정 관련 문서 중 일부를 공개했다.

## 2005년1월 14일
- 일본 시마네현 의회는 2월 22일을 "다케시마의 날"로 정하기로 하다.

## 2005년1월 11일
- 제주 서귀포시는 결식아동에게 부실한 점심도시락을 제공했다는 논란과 관련하여 사과문을 내고, 담당 과장을 직위 해제하겠다고 하였다.

## 2005년1월 7일
- 취임 이후 도덕성 논란을 빚었던 이기준 교육부총리가 사임했다.
- 고추의 매운맛을 만들어내는 유전자(캡사이신 신세테이즈)가 대한민국 연구진에 의해 세계 최초로 발견됐다.

## 2005년1월 5일
- 대한민국에서 발견된 공룡인 천 년 부경용이 클리블랜드 자연사박물관의 세계 공룡 목록에 등재되었다. 이는 대한민국에서 발견된 것으로는 두 번째로, 한국어 이름으로는 처음으로 등재된 것이다.
- 영문판 백괴사전이 설립되다.

## 2005년1월 4일
- 부패방지위원회의 발표에 따르면, 대한민국 지방자치단제 중에서 청렴도는 제주도가 가장 높고, 구리시가 가장 낮은 점수를 기록하였다.
- 새 교육부총리로 임명된 이기준이 서울대 총장 시절 판공비 유용, 사외이자 겸직 등으로 도덕성 논란을 빚고 있다.

## 2005년1월 3일
- 국가정보원 과거사 진실위원회는 중부지역당 사건, KAL기 폭파사건, 인혁당 사건 등의 인권침해 정치공작 사건에 착수했다.
- 대한민국 재정경제부는 올 상반기 안에 공공기관을 상대로 ‘이공계 전공자 채용 목표제’를 도입하기로 했다고 발표하였다.
- 경찰대학교는 그 산하기관인 공안문제연구소가 국가보안법상 ‘이적표현물’로 규정한 태백산맥, 자본론, 프로테스탄티즘의 윤리와 자본주의 정신을 권장도서로 선정하였다.
- 철산역에서 서울 지하철 7호선에서 화재가 발생하다.
- 문화방송이 새로운 CI를 도입하다.

## 2005년1월 1일
- 튀르키예가 화폐개혁을 단행하다.(교환비율-1000000:1 절하)